# گوتفریدینگ
گوتفریدینگ (به آلمانی: Gottfrieding) یک شهر در آلمان است که در بایرن واقع شده‌است.

## خصوصیات
گوتفریدینگ ۲۷٫۰۷ کیلومترمربع مساحت دارد ۳۶۹ متر بالاتر از سطح دریا واقع شده‌است.